# توماس ويلسون ويليامسون
توماس ويلسون ويليامسون (بالإنجليزية: Thomas Wilson Williamson)‏ هو مهندس معماري أمريكي، ولد في 4 أغسطس 1887، وتوفي في 16 نوفمبر 1974.